# Hermonassa baileyi
Hermonassa baileyi là một loài bướm đêm trong họ Noctuidae.